# Pesi welter (MMA)
La divisione dei pesi welter nelle arti marziali miste raggruppa i lottatori di peso compreso tra 71 e i 77 kg (156 e 170 libbre). Essa si riferisce ad un numero di differenti classi di peso:
- L'UFC e l'ex Strikeforce welterweight division comprendono lottatori tra i 71 e i 77 kg (da 156 a 170 libbre).
- La divisione welterweight Dream limita i lottatori fino ai 76 kg (168 libbre)
- La SRC welterweight division comprendeva lottatori fino a 168 libbre ora portate a 170.
- La Pancrase welterweight division comprendeva lottatori fino a 165 libbre ora portate a 170.
- La Shooto welterweight class comprende lottatori tra i 66 e gli 70 kg (da 144 a 154 libbre)
- L'ex Pride Fighting Championships comprendeva lottatori fino a 83 kg (183 libbre)

## Ambiguità e chiarificazioni
Molti altri sport che usano la classe welterweight come boxe, Muay Thai e kickboxing definiscono la divisione sotto le 147 libbre. La classe welterweight della arti marziali miste invece è significativamente più pesante rispetto agli altri sport. Per un desiderio di uniformità molti siti web che trattano le arti marziali miste adottano la definizione di peso compresa tra i 71 e gli 77 kg (156 e 170 libbre) per i pesi welter. Anche la Shooto welterheavyweight division comprende lo stesso peso limite.
Il limite massimo di 77 kg è stato definito dalla Commissione Atletica dello stato del Nevada.

## Campioni attuali
| Organizzazione | Inizio regno    | Campione             | Record | Evento                              | Difese |
| -------------- | --------------- | -------------------- | ------ | ----------------------------------- | ------ |
| UFC            | 10 maggio 2025  | Jack Della Maddalena | 18-2   | UFC 315                             | 0      |
| Bellator       | 26 ottobre 2019 | Douglas Lima         | 32-8   | Bellator 232                        | 0      |
| KSW            | 22 aprile 2023  | Adrian Bartosiński   | 16-1   | KSW 81: Bartosiński vs. Szczepaniak | 3      |
| WSOF           | 29 marzo 2014   | Rousimar Palhares    | 17-5   | WSOF 9: Carl vs. Palhares           | 1      |
| ONE FC         | 25 ottobre 2019 | Kiamrian Abbasov     | 23-4-0 | ONE: Dawn of Valor                  | 1      |
| Cage Warriors  | 21 luglio 2018  | Stefano Paternò      | 13-3-1 | Cage Warriors 95                    | 1      |

## Divisione pesi MMA
| Nome classe di peso | Limite massimo      | Limite massimo | Categoria    |
| Nome classe di peso | in chilogrammi (kg) | in libbre (lb) | Categoria    |
| ------------------- | ------------------- | -------------- | ------------ |
| Pesi atomo          | 48                  | 105,8          | Donna        |
| Pesi paglia         | 52                  | 114,6          | Donna        |
| Pesi mosca          | 57                  | 125,7          | Uomo / Donna |
| Pesi gallo          | 61.5                | 135.6          | Uomo / Donna |
| Pesi piuma          | 65.5                | 144,4          | Uomo / Donna |
| Pesi leggeri        | 70                  | 154,3          | Uomo         |
| Pesi welter         | 77                  | 169,8          | Uomo         |
| Pesi medi           | 84                  | 185,2          | Uomo         |
| Pesi mediomassimi   | 93                  | 205            | Uomo         |
| Pesi massimi        | 120                 | 264,6          | Uomo         |
| Openweight          | -                   | -              | Uomo / Donna |